# Côte des Barbaresques
Pour les articles homonymes, voir Côte des Barbaresques (homonymie) et Barbarie.

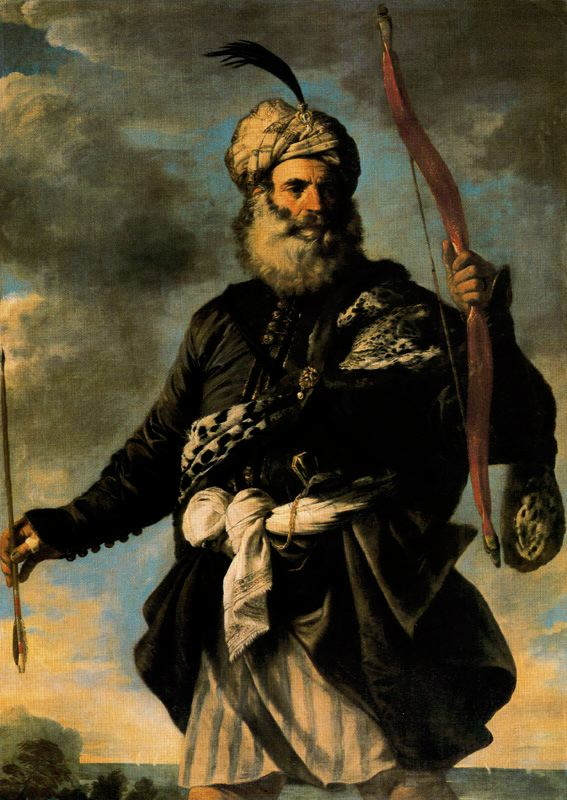
Un pirate barbaresque.

La côte des Barbaresques ou côte de Barbarie est une dénomination ancienne, utilisée entre le XVIe et le XIXe siècle, pour désigner les côtes septentrionales du continent africain. Elle est située à l'ouest de l’Égypte, entre le Maroc et la Tripolitaine. On dirait aujourd'hui le littoral maghrébin ou l'Afrique du Nord-Ouest. Elles comprennent une partie méditerranéenne et une partie atlantique.
La côte des Barbaresques était connue dans le passé pour ses pirates musulmans connus sous le nom de pirates et corsaires barbaresques, qui pratiquaient l'esclavage et des razzias qui rendaient peu sûres la mer Méditerranée et une partie de l'océan Atlantique de l'Irlande aux Açores. Cette côte était le théâtre de marchés aux esclaves où étaient vendus esclaves européens prisonniers de guerre ou capturés lors de razzias, et des esclaves africains amenés captifs dans des caravanes transsahariennes.

## Toponymie
Parmi les noms attribués à la côte des Barbaresques, on retrouve : la côte de Barbarie ou les côtes de Barbarie, la Barbarie', la Berbérie.
C'est dans les années 1500 qu'en Italie le terme est apparu. Il vient du mot barbare et désigne sans référence particulière l'Afrique du Nord. Utilisé peu de temps, il est revenu, sous la plume de nombreux auteurs et dans les dictionnaires, puis dans le langage courant, pour dénommer exclusivement les habitants de la « Barbarie », terme désignant les côtes d'Afrique du Nord. Sans rapport avec celui de « Barbarie », le terme « Berbérie » est, quant à lui, apparu vers 1860.

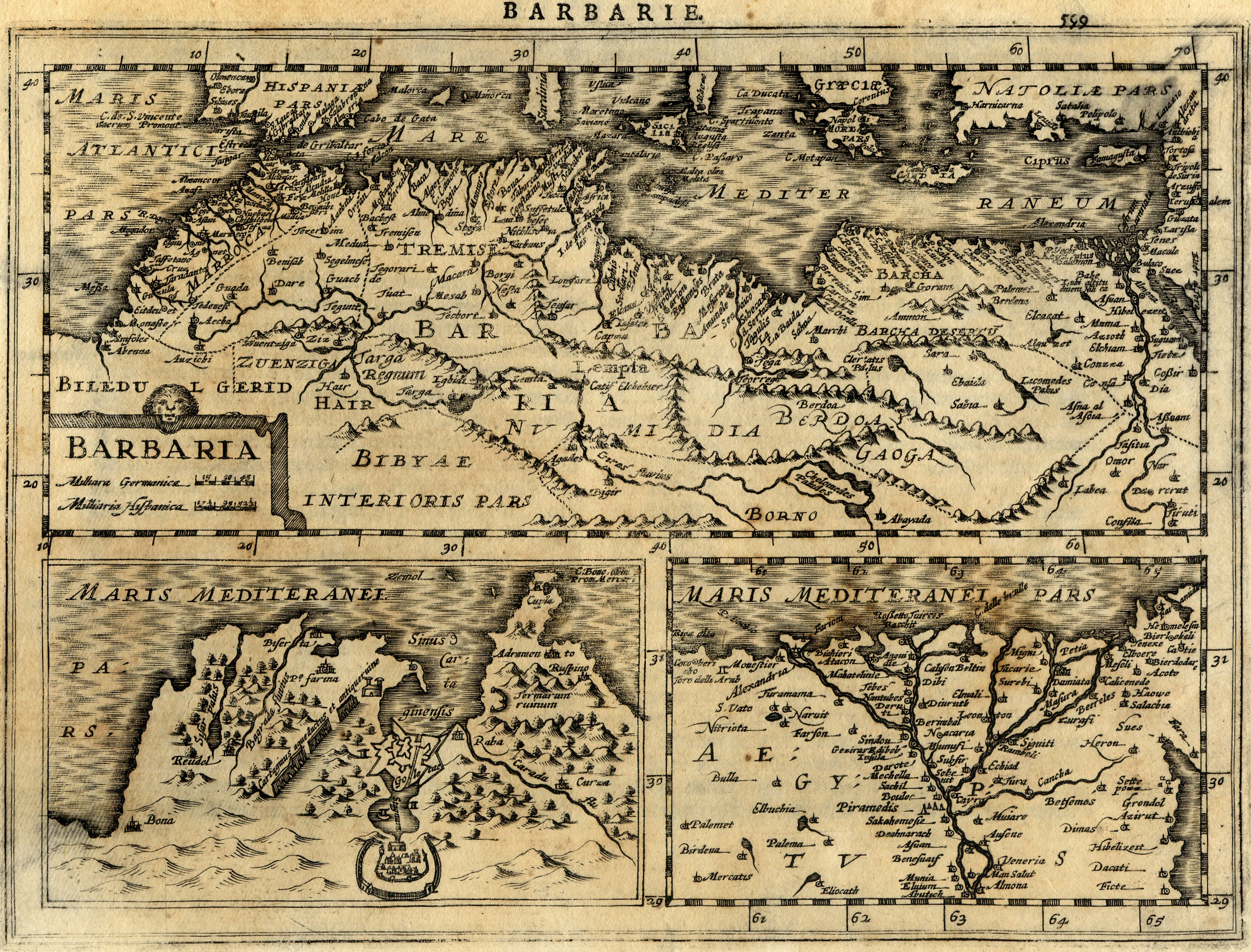
Carte de Barbarie (Gerardus Mercator, 1630).

Du XVIe siècle jusqu'au XIXe siècle, la Barbarie est le nom utilisé dans les langues européennes pour désigner le Maghreb, à savoir le Maroc, l'Algérie, la Tunisie et l'actuelle Libye.

## Histoire

### Contexte
De 1232 à 1245, les expéditions, au départ des Baléares portent la guerre vers le Sud. C'était l'esprit de croisade. Les conflits entre les tribus arabes, berbères et les rois maures conduisirent à l'effondrement dans les années 1230 de l'Empire almohade fondé au XIIe siècle laissant place à trois royaumes hostiles : les Hafsides s'étaient proclamés califes à Tunis, le Royaume zianide était à Tlemcen et les Mérinides s'emparèrent de Fez. Ils portèrent le combat à Tlemcen où ils dressèrent une muraille de pisé avec palais et mosquée, la Mansourah (« La Victorieuse »).
Les Portugais ont conquis, en Afrique, des villes fortes. Le roi Jean Ier et ses fils prirent Ceuta, en 1415, battu un temps en 1437 à Tanger, où l'infant Ferdinand fut fait prisonnier et mourut à Fez en 1445, ils prirent la ville en 1471, ils enlèvent Casablanca et imposèrent aux chefs de Safi et d'Azemmour de payer un tribut.
Les Castillans firent de Séville (prise en 1246) un grand port et un arsenal. Avec l'aide des Portugais, des Catalans, des Génois et de chevaliers français et allemands, ils s'emparèrent d'Algésiras, cette victoire fut fêtée dans la chrétienté autant que la chute de Jérusalem. Les musulmans perdaient le contrôle du détroit.
Pendant la guerre pour Grenade menée par les rois de Castille, les souverains d'Afrique ravitaillaient par mer les musulmans — l'armement, des chevaux, des munitions, des grains — et accueillaient les fugitifs. Du roi de Grenade, ils recevaient de la soie, des fruits, des céramiques et des esclaves.
À la fin du XVe siècle, c'est la disparition des villes érigées en États, comme Constantinople (1453), Barcelone (1472) ou Grenade (1492), du fait des coûts énormes de la guerre maritime, seuls les espaces territoriaux ayant un arrière-pays riche en ressources et en hommes peuvent subvenir à l'entretien d'une flotte. Une ville réussit à se maintenir, à partir du XVIe siècle et jusqu'au XIXe siècle, c'est la ville d'Alger qui prendra le statut de régence d'Alger sous la protection de l'Empire ottoman.

### Trois puissances s'affrontent en Méditerranée
En Méditerranée occidentale, trois puissances s'affrontent sur fond de piraterie barbaresque : François Ier devient roi de France en 1515 ; Charles Quint, petit-fils des Rois catholiques, devient, conjointement avec sa mère Jeanne de Castille, roi des Espagnes en 1516 et empereur du Saint-Empire en 1519 ; enfin Soliman le Magnifique devient le 10e sultan de l'Empire ottoman en 1520.
Le roi de France cherche d'abord la neutralité, dans les affaires italiennes, d'Henri VIII d'Angleterre et de Charles de Habsbourg — futur Charles Quint — sans pouvoir l'obtenir. François Ier est vainqueur à la bataille de Marignan, et défait et fait prisonnier par Charles Quint à la bataille de Pavie en 1525. Il est en compétition avec Charles Quint pour la couronne du Saint-Empire. La France et le Saint-Empire romain germanique s'opposent pour la possession, pour l'une, du duché de Milan, pour l'autre, du duché de Bourgogne. Finalement la France se fera l'allié des Ottomans en obtenant en 1536 des privilèges commerciaux, les « Capitulations ».
Charles Quint et Soliman s'affrontent sur deux fronts : territorialement en Europe centrale, en 1526, les Ottomans défont les Hongrois à la bataille de Mohács et s'emparent de Budapest mais échouent devant Vienne en 1529 ; et aussi pour le contrôle de la Méditerranée occidentale, les Espagnols veulent préserver le commerce maritime face aux actes de piraterie des Barbaresques qui inscrivent leurs actions dans le cadre de l'expansion de l'Empire ottoman dès les premières années du XVIe siècle.
En 1531, le génois Andrea Doria, qui a quitté François Ier pour Charles Quint, attaque Cherchell et les Espagnols se rendent maître de Honein, pendant que Barberousse agissait en Italie pour y fixer les troupes de Charles Quint.

### Les Maures
La Reconquista prend fin en 1492 avec la prise de Grenade. La péninsule Ibérique ne comprend plus un seul État berbère, mais des Maures, dont beaucoup partiront s'établir au Maghreb. L'émotion morisque et berbère explique l'exaltation de l'islam et de la piraterie car faute d'une armée pour reprendre al-Andalus, les navires morisques vont semer la terreur sur les côtes de la péninsule. Au XVe siècle les ports de l'Ifriqiya, du Maroc à l'Algérie et la Tunisie, armeront, chacun pour leur compte, des galères qui se livrent à la piraterie. C'est sous le couvert de l'Empire ottoman que la piraterie deviendra la guerre de course.
Les royaumes d'Afrique du Nord, avec les pirates barbaresques, dès les années 1500, « s'inscrivaient exactement dans l'histoire de l'Empire ottoman, de son expansion au-delà des mers, de ses entreprise contre Rome et contre l'Occident chrétien ».

## Les Barbaresques
Au début de 1505, les pirates de Mers el-Kébir lancent des raids sur l'Espagne : Malaga, Elche et Alicante. De septembre à fin octobre 1505, Diego Fernández de Córdoba (es) met le siège à Mers el-Kébir et l'emporte. Pedro Navarro prend le Peñon de Velez en 1508 et un an après, les Espagnols prennent Oran. Dès 1509, plusieurs villes portuaires furent forcés de payer un tribut au roi d'Espagne : Dellys, Cherchell, Mostaganem et Alger acceptent de livrer à Pedro Navarro le peñon d'Alger qui contrôle l'accès au port. L'armée espagnole prit Bougie en 1510.
Les populations algéroises font appel aux frères Barberousse, qui reprirent aux Espagnols, Alger, Oran, le peñon d'Alger, ainsi que tout l’arrière-pays et l’Ouest algérien : la Mitidja, le Chelif, le Titteri, le Dahra, l’Ouarsenis et par la suite le royaume de Tlemcen dont les habitants appelèrent aux secours Arudj Barberousse[source insuffisante]. En 1529, les habitants d'Alger, aidés par Barberousse, reprendront aux Espagnols le peñon d'Alger.
Les Ottomans ne pouvaient laisser les chrétiens dominer la mer et ils opposèrent, sous le commandement des chefs pirates, puis des émirs corsaires et enfin des amiraux du sultan, des flottes de plus en plus nombreuses. Le 27 septembre 1538[réf. incomplète] a lieu la bataille de Préveza au cours de laquelle les puissances occidentales se battaient pour le contrôle de la Méditerranée contre les Ottomans : leur victoire leur assure la suprématie de la mer Méditerranée jusqu'à la bataille de Lépante en 1571[réf. incomplète].
En 1535, Charles Quint prend Tunis, traite avec le roi hafside Moulay Hassan et le remet sur son trône. Tunis est reconquise par les Ottomans lors de la bataille de Tunis en 1574, la régence de Tunis est fondée la même année. En 1541, Charles Quint décide d'attaquer Alger afin d'en finir avec Barberousse et ses pirates barbaresques. Il est battu lors du siège d'Alger, à cause d'une tempête qui a dispersé et détruit un bon nombre de ses navires. L'empereur rembarque sans pouvoir prendre la ville. En 1551, Les Ottomans mettent le siège à Tripoli et la prennent à l'ordre de Saint-Jean de Jérusalem[réf. nécessaire].
Dans les deux premières décennies du XIXe siècle, les États-Unis d’Amérique remportèrent la première guerre barbaresque et la seconde guerre barbaresque contre les pirates. Après que le bombardement d’Alger par les forces anglo-néerlandaises en 1816 eut immobilisé la flotte pirate, le dey d'Alger fut contraint d’accepter les conditions. La perte des hostilités formelles avec les puissances européennes et américaines signa, à cette période, le déclin des États barbaresques, dont les pirates barbaresques ne cessèrent pas pour autant leurs opérations. Un autre raid britannique sur Alger eut lieu en 1824. En 1830, la France envahit Alger pour la placer sous le régime colonial, avant d’en faire autant pour Tunis en 1881. Tripoli retrouva l’autorité directe des Ottomans en 1835, avant de tomber aux mains des Italiens en 1911 lors de la guerre italo-turque[réf. nécessaire].

## L'esclavage
Les historiens Jacques Heers, Marcel Dorigny, Bernard Gainot et Ralph Austen évaluent à plus d’un million le nombre de chrétiens capturés en Méditerranée et sur ses côtes entre 1500 et 1800, période marquant l’apogée d’une pratique commencée dès l’arrivée de l’islam en Afrique du Nord et en Espagne au VIIIe siècle et qui ne prit fin que vers le milieu du XIXe siècle,. L’analyse des statistiques douanières des XVIe et XVIIe siècles montre qu’entre 1450 et 1700, l’importation supplémentaire d’esclaves de la mer Noire par Constantinople s’élèverait à environ 2,5 millions[source insuffisante]. De 1500 à 1650, le nombre d’esclaves européens dépasse largement celui des Africains envoyés comme esclaves vers les Amériques[réf. nécessaire], même si ce chiffre est à relativiser dans la mesure où la traite atlantique ne commence véritablement à prendre son essor que vers le milieu du XVIIe siècle, avec le développement des plantations de canne et de coton aux Antilles, au Brésil et en Amérique du Nord.
Dans son ouvrage Christian slaves, muslim masters : white slavery in the Mediterranean, the Barbary Coast, and Italy, 1500-1800, Robert C. Davis estime que, depuis le début du XVIe au milieu du XVIIIe siècle, les seuls marchands d’esclaves de Tunis, d’Alger et de Tripoli ont réduit d'un million à 1 250 000 chrétiens européens en esclavage en Barbarie[source insuffisante] (ces chiffres ne prennent pas en compte les Européens asservis par le Maroc et par les autres pillards et les esclavagistes de la côte méditerranéenne). Entre 1609 et 1616, l’Angleterre à elle seule perdit 466 navires marchands au profit des pirates barbaresques. Ce phénomène donna naissance, au XVIIe siècle, aux récits de captivité,[réf. incomplète], largement publiés et lus, en tant que forme littéraire. La capture des navires et la réduction en esclavage de leurs équipages par les pirates barbaresques a perduré jusqu’à la colonisation au XIXe siècle[réf. nécessaire]. De plus, environ 700 Américains ont été esclaves dans cette région entre 1785 et 1815[réf. nécessaire].
Travaillant dans les carrières, les mines ou comme rameurs pour les pirates barbaresques, la vie des esclaves européens en Barbarie n’était pas meilleure que les pires conditions des esclaves africains en Amérique.
La menace d’asservissement était très réelle pour quiconque vivant ou voyageant en Méditerranée. Robert Davis écrit que « Nous avons perdu le sens de l’ampleur de la menace que l’esclavage pouvait représenter pour ceux qui vivaient autour de la Méditerranée et du péril sous lequel ils étaient… noirs ou blancs, qu’ils souffrent en Amérique ou en Afrique du Nord, les esclaves étaient toujours esclaves ».
Dans La piraterie barbaresque en Méditerranée : XVIe – XIXe siècle, Roland Courtinat (2003) affirme que les femmes captives représentent un faible pourcentage dans l'esclavage européen ce n'est pas l'avis de Charles Verlinden, auteur de L'Esclavage dans l'Europe médiévale, de Michel Balard, La Romanie génoise (1978) et de David Ayalon, Le Phénomène mamelouk dans l'Orient islamique (1996) qui parle d'une forte majorité de femmes esclaves. Certes on ne trouve pas de femmes dans les bagnes, elles sont dans les harems ou domestiques[réf. nécessaire].